# 原山町 (瀬戸市)
原山町（はらやまちょう）は、愛知県瀬戸市陶原連区の町名。丁番を持たない単独町名である。

## 地理
- 瀬戸市の南部に位置する[8]。西を新郷町・水無瀬町・東吉田町、北を熊野町、東を東権現町、南を原山台・幡野町と隣接している[8]。
- 水無瀬川が西に開折した小支谷で、昭和30年代以降に開発された地域[8]。北部の丘陵には公共施設が進出しており、南部は菱野団地や幡野町に続く宅地化が進む[8]。
- 中央部に市営水無瀬住宅がある。建設は1953・58年（昭和28・33年）に行われ、建設当初は全13戸[9]。建物の老朽化に伴い2005年（平成17年）より募集は停止されている[10]。2016年（平成28年）ごろより、退去済みの住宅から順に取り壊しが行われており[11]、2020年（令和2年）4月1日時点の戸数は6であり、そのうち4戸が利用されている[12]。

### 河川
- 水無瀬川（矢田川(山口川）支流）[8] ： 町の中央部を西流している。

- 水無瀬川（原山町内）

### 学区
市立小・中学校に通う場合、学区は以下の通りとなる。また、公立高等学校普通科に通う場合の学区は以下の通りとなる。
| 番・番地等 | 小学校             | 中学校               | 高等学校 |
| ---------- | ------------------ | -------------------- | -------- |
| 全域       | 瀬戸市立陶原小学校 | 瀬戸市立水無瀬中学校 | 尾張学区 |

## 歴史

### 町名の由来
この地はかつて愛知郡幡山村大字本地字原山の飛地であった。瀬戸市と合併し、町名設定する際に字名の原山をとって原山町としたとされる。

### 沿革
- 1963年（昭和38年）10月1日 - 瀬戸市大字本地字原山の一部により、同市原山町として成立[2]。
- 1978年（昭和53年）3月1日 - 町域の一部が原山台6丁目〜8丁目になる[15]。
- 1985年（昭和60年）3月25日 - 東権現町・萩山台2丁目の一部を編入[16]。

## 世帯数と人口
2024年（令和6年）1月1日現在の世帯数と人口は以下の通りである。
| 町丁   | 世帯数  | 人口    |
| ------ | ------- | ------- |
| 原山町 | 611世帯 | 1,284人 |

### 人口の変遷
国勢調査による人口の推移
| 1995年（平成7年）  | 1,640人 | [ 17 ] |  |
| 2000年（平成12年） | 1,436人 | [ 18 ] |  |
| 2005年（平成17年） | 1,377人 | [ 19 ] |  |
| 2010年（平成22年） | 1,343人 | [ 20 ] |  |
| 2015年（平成27年） | 1,297人 | [ 21 ] |  |
| 2020年（令和2年）  | 1,308人 | [ 22 ] |  |

### 世帯数の変遷
国勢調査による世帯数の推移。
| 1995年（平成7年）  | 511世帯 | [ 17 ] |  |
| 2000年（平成12年） | 454世帯 | [ 18 ] |  |
| 2005年（平成17年） | 483世帯 | [ 19 ] |  |
| 2010年（平成22年） | 465世帯 | [ 20 ] |  |
| 2015年（平成27年） | 476世帯 | [ 21 ] |  |
| 2020年（令和2年）  | 495世帯 | [ 22 ] |  |

## 交通

### 鉄道
町内に鉄道は走っていない。最寄り駅は名鉄瀬戸線尾張瀬戸駅・瀬戸市役所前駅、愛知環状鉄道・愛知環状鉄道線瀬戸口駅になる。

### バス
名鉄バス「東山線」
- 【43】【44】藤が丘 - 岩作 - 本地口 - 瀬戸駅前 系統 ： 瀬戸警察署前バス停（藤が丘方面乗り場）・水無瀬中学校前バス停

瀬戸市コミュニティバス「上之山線」
- 瀬戸駅前 - 瀬戸口駅 - 山口駅 - サンヒル上之山 - 八草駅 系統 ： 水無瀬中学校バス停

- 瀬戸警察署前バス停
- 水無瀬中学校前バス停
- 水無瀬中学校バス停

### 道路
愛知県道57号瀬戸大府東海線 ： 町の中央部を北東から南西に向かって通っている。

## 施設
- 愛知県 瀬戸警察署[8] ： 管轄区域は瀬戸市[23]。品野・原山・瀬戸口・共栄・孫田・水野・記念橋の7つの交番と、定光寺・上品野・赤津・山口の4つの駐在所がある[24]。
- 瀬戸市立水無瀬中学校[8] ： 1947年（昭和22年）開校[25]。2022年（令和4年）5月1日現在の生徒数は561人、教員数は41人[26]。
- 瀬戸市立陶原小学校[8] ： 1873年（明治6年）に陶原学校として開校し、1969年（昭和44年）に現在地に移転[27]。2022年5月1日現在の児童数は539人。教員数は33人[26]。
- 瀬戸市立南保育園[8] ： 1948年（昭和23年）に開園し、1976年（昭和51年）に現在地に移転[28]。定員130名[29]。障害児保育にも対応[29]。
- 瀬戸市 のぞみ学園[8] ： 1976年（昭和51年）4月開園[30]。障害や、発達上に支援を必要とする就学前の子の通園施設[31]。
- 愛厚ホーム瀬戸苑 ： 特別養護老人ホーム[32]。2020年4月にリニューアルオープンしている[32]。
- 原山町ちびっこ広場 ： 南端の原山台との境にある小さな公園。遊具はなく、ただの広場である。

- 愛知県 瀬戸警察署
- 瀬戸市立水無瀬中学校
- 瀬戸市立陶原小学校
- 瀬戸市立南保育園
- 瀬戸市 のぞみ学園
- 愛厚ホーム瀬戸苑
- 原山町ちびっこ広場

## その他

### 日本郵便
- 郵便番号 : 489-0889[6]（集配局：瀬戸郵便局[33]）。